# Cedrela odorata
Cedrela odorata L., 1759 è un albero della famiglia delle Meliacee diffuso nell'America tropicale, noto in italiano come cedrella, cedro spagnolo o cedro cubano.

## Descrizione
L'albero è monoico semi-deciduo e può raggiungere l'altezza di 10-30 metri. Il tronco ha una corteccia grigio-marrone con fratture irregolari verticali. Le foglie, composte e lanceolate, sono raggruppate alla fine di ciascun ramo (lunghi massimo 50 cm) in misure da 7–15 cm × 3–5 cm asimmetriche.

## Distribuzione e habitat

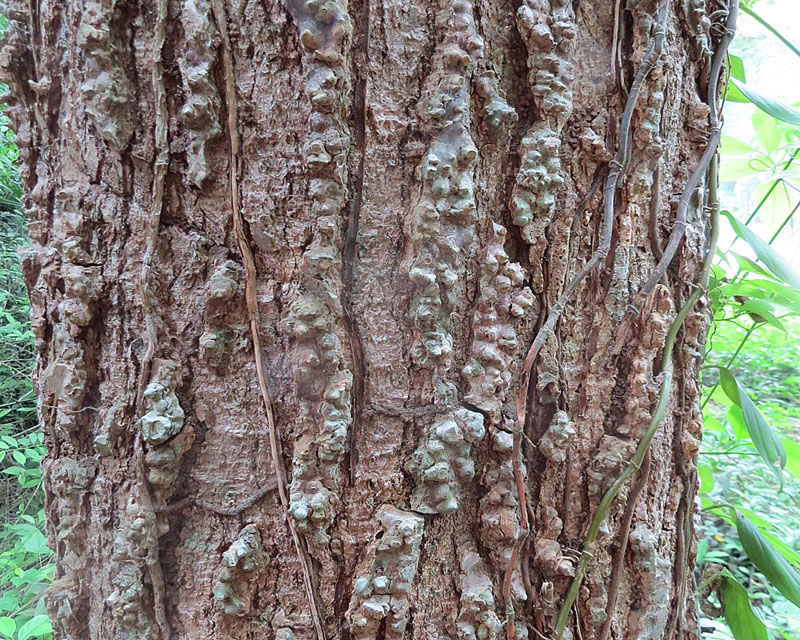
Il tronco visto da vicino

È una pianta tipica dei tropici del Nuovo Mondo, presente nelle foreste umide tropicali e subtropicali dal 26º parallelo nord in giù. Esso è presente anche nella costa pacifica del Messico, in America Centrale e nei Caraibi, sino a 1200 metri di altitudine, giungendo come diffusione sino in Argentina. È divenuta una specie invasiva nelle isole Galápagos.
Cresce su suoli a base di calce; tollera lunghi periodi di siccità ma non è in grado di crescere nelle aree delle grandi piogge dove esse superano i 3000 mm annui.
Il mogano, una pianta strettamente imparentata, si trova spesso nei medesimi luoghi dove cresce la cedrella e come essa non resiste agli attacchi della Hypsipyla grandella.

## Conservazione
La Lista rossa IUCN classifica Cedrela odorata come specie vulnerabile.

## Usi
Cedrela odorata è il legno più importante a livello commerciale del genere Cedrela. Noto come cedro spagnolo in inglese, il legno aromatico è tra i più richiesti in quanto resistente alle termiti ed alla marcescenza. Legno leggero (ha un peso specifico di 0,4) è utilizzato essenzialmente come legno da lavorazione per mobili data la sua duttilità, la facilità di lavorazione e la repulsione degli insetti dannosi, oltre al gradevole profumo che emana. La pianta è utilizzata anche per la produzione di miele e per la costruzione di humidor da sigari. È talvolta utilizzata per la produzione di chitarre elettriche e, tradizionalmente, per il manico di chitarre da flamenco o classiche.